# 单印章
单印章（1923年9月—2018年11月12日），原名单荫樟。江苏省萧县（今属安徽省）赵庄镇单庄人。中华人民共和国军事将领、中国人民解放军开国大校。

## 生平

### 中华民国
生于中农家庭，祖父早逝，祖母掌家，大伯和三伯、父亲务农。单印章兄姊妹六人，有3个哥哥1个姐姐，1个妹妹。七岁时在本村的大伯祖父单培仁（清末秀才）办的家学读书，后入东镇店初级小学（今酒店乡李庄小学）。因家境困难，随刚从徐州初级师范学校毕业任小学教员的二伯单荫梅（单子修）到王寨小学、黄口小学、郝集小学读书。1934年入萧县实验小学（为高级小学）读书，读过蒋光慈的中篇小说《少年漂泊者》受到民主革命启蒙，1936年毕业考入省立徐州中学（现徐州市第一中学），在一二九学生运动影响下阅读邹韬奋主编的《生活周刊》以及“读书生活丛书”中的《社会相》。1937年抗战爆发后，徐州中学的学生全部遣散回家。
1937年12月在徐州参加第五战区（司令长官李宗仁）开办的“青年学生军团”（或称抗敌青年军团）第一期（班主任张任民），接受政治军事训练；一个月学习结业后，被冯蕴言动员到第五战区民众抗日总动员委员会实际由中共领导的萧县工作团（主任丁毅忱）工作。1938年5月徐州沦陷后，县动员委员会瓦解。1938年8月被孙叔平动员，参加中共萧县县委领导的赵庄区游击队，1938年10月底该部改编为湖西人民抗日义勇队第二总队（总队长耿蕴斋）第20大队（大队长吴信容），历任战士、管理班长（相当于后来的管理排长）。为简便起见改名为同音通俗字“印章”。1939年4月5日在萧县王寨，与李永新主动申请调入开进到萧宿永的八路军苏鲁豫支队（1938年9月八路军第一一五师第三四三旅第六八五团改编），到支队教导队（也称随营学校）编在二排四班学习，学习期间于1939年6月在灵璧县经四班班长沙居光介绍加入中国共产党，党员候补期三个月。1939年6月教导队结业后分配到支队政治部宣传队（“前线剧社”）工作（以保存有较高文化的青年干部）。1939年8月发生苏鲁豫支队政治部主任王凤鸣等搞了湖西肃托事件。1940年单印章升任苏鲁豫支队政治部宣传队的分队长。1940年8月16日，八路军苏鲁豫支队编为八路军第五纵队第一支队，下辖第一、二、三团。1940年10月10日，第五纵队第一支队第一团在东台白驹和北上的新四军第二支队第二团会合；听听陈毅说第一支队政委吴法宪：“哦，我想起来啦，你那时是井冈山红十二军一〇五团的青年干事。”1940年11月，第五纵队第一支队改为八路军第一一五师教导第一旅，下辖第一、二、三团。11月29日，教导第一旅参加了曹甸战役，历时18天，该旅至少伤亡1500人。1941年1月“皖南事变”后，2月第五纵队改编为新四军第三师，教导第一旅改为第三师第七旅，任旅宣传队队长、第十九团政治处宣传干事兼宣传队队长。1941年9月团宣传队裁撤，改任团政治处宣教股干事。1942年5月任团直属队文化教员。1942年8月，受聘为新四军第三师政治部《先锋杂志》第十九团通讯组组长。1942年底调任团司令部任团长胡炳云的秘书。。1943年6月任团政治处宣传股副股长。；单印章随军参加滨海、八滩、阜宁、盐城等地战斗。1941年参加程道口战斗、盐阜苏中战役、淮海1943年夏季战役、涡北战役。1944年9月第七旅西进淮北配合新四军第四师自卫作战。在淮北路西，距离老家15公里的地方，托老乡捎话，长兄推车把母亲送到部队驻地看望。1945年4月第七旅渡过淮河进入淮南抗日根据地，配合新四军第二师抗击桂系第七军对淮南路西抗日根据地的进攻，参加华中1945年春季作战、淮南路西黄疃庙战役等。
1945年8月抗日战争胜利时，随部队位于皖中蚌埠附近，原准备南下支援新四军第七师。9月初第七旅奉命从淮南前线回师苏北，9月22日参加攻打淮安城。10月3日随第三师第七旅（旅长彭明治、政治委员郭成柱、副旅长王东保、 参谋长黄炜华、政治部主任刘锦平）从淮安出发进军东北，经江苏、山东、河北、热河、辽宁五省，行程1500余公里，于11月25日到达锦州西部江家屯。在辽西的兴城、阜新等地阻击国军进入东北。1945年底第七旅奉命进至沈阳以北的法库、康平地区开展训练，发动群众。1946年2月参加秀水河子战斗，并第一次见到林彪、刘震。1946年3月接替高世盛任七旅第十九团政治处组织股股长。之后他升任1营政治教导员，第二次四平战役中，4月5日开始在四平以南泉头阻击迟滞敌军，负责伤员收容所，与团主力失去联系，带着一个班和同样与主力失去联系的第九连汇合后南下逆向突围再绕道向西与第三师第十旅主力会合，受到了七旅政治部表扬。5月18日死守四平以南20余里的塔子山，抵御国军新六军与第七十一军的强攻，第十九团第三、第五、第六连基本损失；单随三连负责收容和转送伤员，当天下午塔子山被攻占，新六军主力向侧后迂回，有封闭四平城内守军退路的危险，东北民主联军总部鉴于这种严重形势决定放弃四平。5月18日晚第七旅前指率第十九团、第二十团死守四平东南高地，掩护四平地域各部队撤出，当晚22时七旅才开始撤离阵地。。战役结束后，团组织股2个人每人赶着1辆骡马大车拉重伤员撤退。单印章根据自己亲身经历写了战地报道《塔子山屹立着》，在东北民主联军总政治部《东北自卫报》上登载，后收入《星火燎原》丛书。七旅撤到阿城休整。1946年8月升任一营教导员。1946年10月第三师第七旅第十九团改编为东北民主联军第六纵队第十六师第四十六团。1947年1月至3月参加“三下江南”焦家岭、德惠县城攻城、3月10日朝阳堡反坦克、任家油坊战斗。作家西虹随该团“三下江南”作战，1948年新华书店东北总分店出版中篇小说《在零下四十度》。1947年东北夏季攻势。1949年9月调任师教导队教导员。1948年4月第一期教导队结束后，经师政治部报纵队首长，第六纵队给单印章通令记小功2次。1948年9月，师教导队由营级升格为副团级，任教导队政委（队长武承兵）。参加辽沈战役最后阶段围歼廖耀湘兵团战斗时，六纵十六师四十六团从10月24日黄昏起两夜一天强行军250里，26日凌晨4时通过北宁线的黑山县励家窝棚时，与廖耀湘兵团前卫新三军第十四师遭遇，四十六团堵住了敌军回沈阳的退路，遭敌猛攻，团政委张天涛、参谋长程远茂、一营长何伦元、二营长贾连科牺牲，副团长胡海晓在前卫连阵地受重伤，各连均仅剩十余人。1948年11月调任师政治部组织科科长。参加平津战役、渡江战役等。
1949年7月下旬湘赣战役后，第四十三军在江西宜春地区进行休整40天，开展“人强马壮”运动。第一二七师进至宜春以东下浦、彬江街等地，单印章从师政治部组织科调任第三七九团政治处主任。1949年9月10日，第三七九团为军、师的先头部队，由宜春出发，到南康一带待命。1949年9月30日，第一二七师由南康出发，翻过大庾岭，向广东始兴前进。

### 中华人民共和国
1949年10月8日，第一二七师由始兴奔袭佛冈之敌，10月12日战斗结束，歼灭第三十九军第一〇三师三〇七团，毙200余人，俘团长以下2000余人。广州解放后，第三七九团驻广州沙河镇警备。11月15日，第一二七师从广州乘船溯西江而上，在罗定下船，翻越云开大山，向信宜以北一带前进，参加广西战役，在粤桂边信宜、茂名、化州、郁林、北流、陆川、博白、钦州等地，不停堵截、追击、围歼敌军，11月30日该团第九连在博白俘桂系第三兵团司令官张淦。在钦州小董与兄弟部队围歼了撤退至此的“华中军政长官公署及直辖特务团、宪兵团，总统府警卫部队、交警总队、新兵训练队全部及部队一个团”。1950年1月5日，第三七九团由遂溪出发，开赴海安沿海地区，进行战前准备海练。升任第三七九团副政治委员（冯镜桥由团政委改任政委，团政治委员空缺，副团长萧凤山、参谋长侯启文、政治处主任陈德埃）。第四十三军党委决定由第三七九团全团和第三八一团（团长胡海晓）第二营组成加强团3733名指战员分乘460多名船工（海康县东区车船工民兵大队长符炎、教导员王平波带队，编为3个中队）驾操的木船88只，3月31日晚22时40分在师长王东保、政治委员宋维栻带队下，在海南区党委宣传部长陈说、府海特区区委宣传部长徐清洲随队协助下，自雷州半岛博赊港启渡，以强渡强登姿态争取偷渡海南岛。二营为前卫营，二机炮连在全营的最前边，渡过琼州海峡中线后由于风停了船只难以前进，受到巡逻军舰拦阻射击，二机炮连“木船打兵舰”划船勇猛冲击，战后被第四十三军记集体大功，并授予“步兵之友”锦旗一面，全连38人立功受奖，连指导员荣立两大功。4月1日4时7分文昌县和琼山县交界的塔市港抢滩登陆。其中三营八连、九连（缺一排）250名指战员（包括营副教导员葛尹元、随队参战的团政治处股长秦道生和干事李秀石等5人）在海口白沙门岛几乎全部牺牲。第四十三军加强团攻入纵深地带，和该军第一批渡海先锋营、琼崖纵队三总队第一团会合后，立即向五指山区转移，此时，加强团已伤亡700余。1950年5月，海南岛战役结束后，四十三军留在海南岛加强防御。
1950年7月，第一二七师返回大陆，驻防湛江、廉江一带。1950年8月升任第三七九团政委。10月份第一二七师抵合浦，实施钦廉地区剿匪。
单印章出任第127师政治部主任、师副政治委员、政治委员。7月，中国人民解放军琼崖纵队改编为海南军区。1952年7月，四十三军与海南军区合并，命名为中国人民解放军海南军区兼四十三军，隶属中南军区（1955年7月后改称广州军区）直接领导。1955年，被授予上校军衔，荣获三级独立自由勋章、二级解放勋章。1960年，单印章晋升大校军衔，任海南军区纪律检查委员会副书记。1961年8月，部队改称为中国人民解放军海南军区，隶属广州军区领导，单印章担任海南军区政治部副主任、主任。1962年，毕业于解放军高等军事学院。1965年3月任海南军区副政治委员。1965年8月兼任海南军区纪委书记。1967年3月25日兼任广东省海南地区军事管制委员会副主任。1968年2月调离海南，任广州军区政治部副主任。1970年3月28日，中共中央批准，任命单印章为广东省革命委员会副主任、广东省党的核心小组成员，同时免去白相国的广东革委会副主任职位。1975年调回部队。1976年10月至1985年6月，担任广州军区副政治委员。1979年对越自卫还击战，和广州军区副司令员欧致富下到第四十一军参战。1982年12月至1985年6月，任中共广州军区常务委员。
1985年中国共产党全国代表会议上，单印章增选中共第十二届中央纪律检查委员会委员。此外他还担任中国人民政治协商会议第七、第八届委员会委员。2018年11月12日在广东广州逝世，享年96岁。